# Tarascon (Arieja)
Tarascon (en occità, Tarascon d'Arièja; en francès i nom oficial Tarascon-sur-Ariège) és un municipi occità, al departament de l'Arieja a la regió Occitània. Té 3.446 habitants (cens de 1999), té una superfície de 8,65 km² i el seu codi postal és 09400.
El poble té dues parts diferenciades, una situada en un lloc elevat i en el qual encara es pot veure l'antiga fortificació que controlava el pas del riu Arieja des de Foix cap a les muntanyes. La part nova del poble s'ha desenvolupat al costat del riu, en una part més baixa. El poble compta amb estació de tren de la línia Tolosa-La Tor de Querol.